# Исхаков, Руслан Николаевич
Руслан Николаевич Исхаков (род. 22 июля 2000, Москва) — российский хоккеист, нападающий клуба КХЛ Металлург (Магнитогорск).

## Биография
Начал заниматься хоккеем в семь лет. Обучался в нескольких московских клубах. Первая школа — «Динамо» (2009—2010). Отмечал, что тренер в «Белых медведях» (2010—2012) Игорь Беляевский обучил его практически всему. Год (2012—2013) провёл в «Крыльях Советов». До февраля 2016 года занимался в «Спартаке», затем перешёл в словацкий клуб «Трнава».
В сезоне 2016/17 в команде U18 в 44 играх набрал 104 (42+62) очка и стал лучшим бомбардиром, снайпером и ассистентом чемпионата. Права на Исхакова в России оказались у ЦСКА, и сезон 2017/18 он провёл в команде МХЛ «Красная армия». На драфте НХЛ 2018 года был выбран в 2-м раунде под общим 43-м номером клубом «Нью-Йорк Айлендерс» и уехал играть в NCAA за команду Коннектикутского университета. После начала пандемии COVID-19 принял решение вернуться в Европу и подписал контракт с клубом чемпионата Финляндии ТПС, с которым стал серебряным призёром. Сезон 2021/22 провёл в чемпионате Германии в составе клуба «Адлер Мангейм», но почти половину сезона пропустил из-за травмы. 26 мая 2022 подписал двухлетний контракт новичка с «Нью-Йорк Айлендерс».
С сезона 2022/23 стал играть за клуб AHL «Бриджпорт Айлендерс», в октябре 2022 года был признан новичком месяца в АХЛ. 17 апреля 2024 года дебютировал в НХЛ, этот матч стал единственным в регулярном сезоне 2023/24 для Исхакова. 27 апреля сыграл в матче плей-офф против «Каролины».
1 августа 2024 года подписал контракт на два года с ЦСКА.
В июле 2025 года был обменян в ХК Металлург на Дениса Зернова.
Участник юниорского чемпионата мира 2018 года.